# N.O.I.A.
 (mai 2024).
N.O.I.A. est un groupe d'Italo disco, originaire de Cervia, en Émilie-Romagne. Après avoir abandonné la new wave et la synthpop de leurs débuts au profit d'un style electro à l'instar de Kraftwerk, Donna Summer et Giorgio Moroder, N.O.I.A. est considéré comme l'un des principaux représentants de la scène indépendante italienne du début des années 1980,. Ils sont également considérés comme l'un des artisans du lancement de l'Italo disco en Italie,. Leurs chansons ont été incluses dans de nombreuses anthologies Italo disco.

## Histoire
Fondé en 1978 par Bruno Magnani, Davide Piatto, Giorgio Giannini, Jacopo Bianchetti et Giorgio Facciani, N.O.I.A. remporte le premier prix de la première édition du festival Rock Italiano. Les premières chansons publiées sont Europe (piatto-magnani) et Hunger in the East (giannini-magnani) dans l'anthologie Rocker '80 (1980) d'EMI Italiana. À la suite de négociations avec la maison de disques, le groupe est réduit de cinq à trois membres.
En 1983, N.O.I.A. entre en contact avec Italian Records, qui publie le mini-album The Sound of Love (1984), destiné à être un succès en Europe et les premiers singles. À la même époque, Davide Piatto publie, sous le pseudonyme Klein + M.B.O., Dirty Talk (1982), une chanson interprétée par Rossana Casale qui atteint le sommet des charts européens. Toujours dans les années 1980, Davide Piatto fonde le groupe de rock Rebels Without a Cause, tandis que Bruno Magnani crée Sacred Circle. Le groupe se dissout en 1988, mais recommence à enregistrer occasionnellement en studio dans les années 1990 ; cependant, le matériel composé pendant cette période n'est jamais publié. Au cours des premières années du nouveau millénaire, ils sortent Unreleased Classics '78-'82 (2003), un album de titres inédits réalisé par Ersatz Audio, et The Sound of Love EP * Released and Unreleased Classics 1983-87 (2012), une anthologie éditée par Spittle Records, suivis de deux albums de remixes : The Rule to Survive 31th Anniversary avec des titres revisités par Prins Thomas, Daniele Baldelli et Marco Dionigi, Gaudi e gli Orbi, et A.I.O.N. (2016).

## Discographie

### Albums studio
- 1984 : The Sound of Love
- 2003 : Unreleased Classics '78-'82

### Albums remixes
- 2014 : The Rule to Survive 31th Anniversary
- 2016 : A.I.O.N.

### EP et singles
- 1983 : The Rule to Survive (Looking For Love)
- 1983 : The Rule to Survive / I.C. Love Affair (single split avec Gaznevada)
- 1983 : Stranger In a Strange Land
- 1983 : Do You Wanna Dance?
- 1984 : True Love
- 1985 : Try And See
- 1987 : Umbaraumba
- 1988 : Summertime Blues
- 2009 : Ojo (avec Nemesi)
- 2012 : Untitled (split EP avec Gaznevada et Band Aid)
- 2014 : The Rule to Survive 31th Anniversary (inclut le remix de Prins Thomas)

### Anthologie
- 2012 : The Sound Of Love EP * Released & Unreleased Classics 1983-87